# L'estate di John Wayne
L'estate di John Wayne è un singolo del cantautore italiano Raphael Gualazzi, pubblicato il 15 luglio 2016 come primo estratto dal quarto album in studio Love Life Peace.

## Descrizione
Il testo del brano è stato scritto da Alessandro Raina (ex Amor Fou) con la collaborazione di Lorenzo Urciullo (Colapesce), mentre la musica è stata composta da Matteo Buzzanca insieme a Gualazzi stesso.

## Video musicale
Il videoclip è stato diretto da Jacopo Rondinelli e girato con lenti anamorfiche degli anni settanta.

## Tracce
1. L'estate di John Wayne – 3:23

## Classifiche
| Classifica (2016) | Posizione massima |
| ----------------- | ----------------- |
| Italia            | 43                |